# Cercotrichas hartlaubi
Cercotrichas hartlaubi е вид птица от семейство Мухоловкови (Muscicapidae).

## Разпространение и местообитание
Видът е разпространен във влажните савани на Ангола, Бурунди, Камерун, Централноафриканска република, Демократична република Конго, Кения, Нигерия, Руанда, Танзания и Уганда.